# Arctostaphylos repens
Arctostaphylos repens là một loài thực vật có hoa trong họ Thạch nam. Loài này được (Howell) P.V.Wells mô tả khoa học đầu tiên năm 1968.